# Oxycilla tripla
Oxycilla tripla är en fjärilsart som beskrevs av Augustus Radcliffe Grote 1895. Oxycilla tripla ingår i släktet Oxycilla och familjen nattflyn. Inga underarter finns listade i Catalogue of Life.